# Hôtel de ville de Grenoble
L'hôtel de ville de Grenoble est un bâtiment de 15 étages au total, inauguré le 18 décembre 1967 afin de servir d'hôtel de ville à l'administration municipale de Grenoble, dans l'Isère, en remplacement de l'hôtel de Lesdiguières qui avait cette fonction depuis 1719. Sa construction est réalisée dans le cadre de la modernisation des infrastructures de la ville, sportives et publiques (comme la gare ou l'aéroport), à l'occasion de l'accueil des Xes Jeux olympiques d'hiver en 1968.
Le premier maire à bénéficier de l'équipement a été Hubert Dubedout. Depuis 2003, l'édifice bénéficie du label « Patrimoine du XXe siècle », et est inscrit aux monuments historiques depuis le 23 janvier 2023.
Depuis janvier 2025, une partie est également classée : façades et toitures, incluant les emmarchements et les galeries périphériques extérieures ; le rez-de-chaussée supérieur, à l'exclusion de la salle du conseil municipal ; les galeries périphériques des halls d'honneur et d'accueil ; le grand escalier du hall d'honneur.

## Situation et description
Le bâtiment de l'hôtel de ville est installé en bordure du parc Paul-Mistral dans le quartier Exposition-Bajatière, il est desservi par la ligne C du tramway de Grenoble dont la station est située sur le boulevard Jean-Pain, face à l'entrée principale.
Construit sur les plans de l'agence Maurice Novarina (1907/2002 pour son fondateur) assistée des architectes Jacques Giovannoni, Marcel Welti et Jacques Christin, cet édifice (1961/1967 de la conception à la réalisation) de 52,50 m. de haut et de 8 500 m2 utilise un système « socle / bloc », dont la tour de douze étages faisant appel à un mur-rideau dû à Jean Prouvé, repose sur un socle. La longueur de la façade est de 87,30 m.
Les calculs de stabilité ont été réalisés par le bureau d'études SECBA par l'ingénieur Paul-Henri Huchard qui a du inventer une solution pour porter la grande poutre précontrainte qui repose sur le vide des accès au deuxième niveau du grand hall public.
Cette tour de 8 000 tonnes repose en effet sur une poutre en béton de 23 mètres de portée dont les charges sont reportées sur deux piliers massifs particulièrement bien fondés pour supporter cet effort. À une moindre échelle, bien sûr, en matière de report de charges, un dispositif similaire sera utilisé par René Gagès (et l'artiste associé Robert Mazas) dans la conception du bâtiment de bureaux à murs-rideaux de l'Hôtel des Postes de Grenoble et de son hall d'accueil au public (1967/1971).
Maurice Novarina a revendiqué lui-même la filiation de l'Hôtel de Ville avec les architectures d'Oscar Niemeyer et Lucio Costa qu'il a pu apprécier lors d'un voyage au Brésil. La partie "socle" comprend trois niveaux dont le second est l'entrée principale, accessible par un escalier monumental donnant sur le boulevard Jean-Pain. Cette "galette" est fondée sur 900 pieux descendant de 15 à 18 mètres dans le sol. 

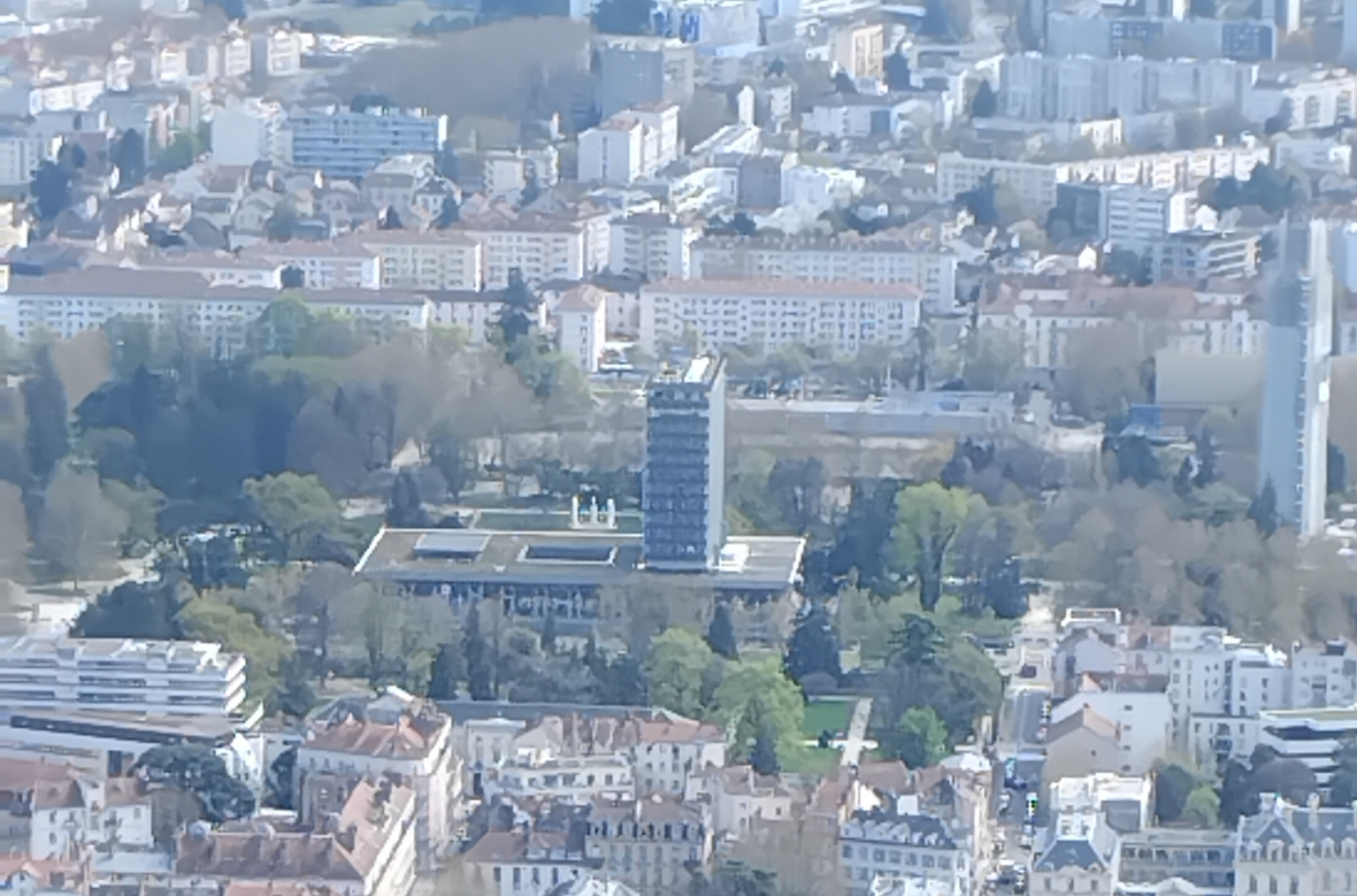
Hôtel de ville de Grenoble depuis La Bastille

L'artiste Raoul Ubac y a créé une tapisserie, réalisée aux Ateliers des Gobelins et offerte par le Ministère de la Culture et le sculpteur Pierre Sabatier les portes-claustra en étain, travaillées au chalumeau, de la salle des mariages (312 m2).
Deux lustres d'une hauteur de 5 mètres et d'un poids d'une tonne sont disposés de part et d'autre de l'escalier d'honneur intérieur. Ils sont composés de 350 tubes de cristal soufflé, assemblés autour d'un support central suivant une architecture qui rappelle une stalactite et sont l'œuvre d'un maître-verrier de Murano.
Dans le patio, une sculpture en bronze de l'artiste, né en Roumanie d'une famille hongroise et naturalisé français, Étienne Hajdu nommée « Atome fleur » domine une grande vasque carrée en granit posée sur une mosaïque constituée de plusieurs millions de morceaux de marbre formant un ensemble de 20 motifs carrés, créée par Charles Gianferrari.
D'autres œuvres d’art sont intégrées dans l'édifice comme une sculpture en marbre de Carrare, Persistance de la sphère d’Émile Gilioli, une tapisserie sur le thème du mariage d’Alfred Manessier dans la salle des mariages, réalisée par les Ateliers Plasse-Lecaisne, une tapisserie de Raoul Ubac et un mur en étain martelé de Sabatier (salon de réception de 264 m2).
Emile Gilioli est encore présent en Isère avec des œuvres sur Grenoble même (parc Paul Mistral, église du Sacré-Cœur, village Neyrpic), sur La Tronche (Église Notre-dame du Rosaire), sur Voiron (Chapelle de l'hôpital, place publique), sur Voreppe et à Vassieux-en-Vercors (Monument aux Martyrs du Vercors, 1951).
Les Archives départementales de Haute-Savoie, dépositaires in fine de la totalité des fonds et fonds fragmentaires issus des agences de Maurice Novarina, progressivement remis au service public, mettent à la disposition du public amateur de l'œuvre de Maurice Novarina le répertoire méthodique de l'Inventaire des archives de l'architecte, dressé par Marine Perret, sous la direction  d'Yves Kinossian (516 pages, 2010, cote AD 74/23). Les lecteurs y retrouveront, entre autres, les influences de Maurice Novarina sur l'urbanisme des années 1960 à Grenoble (architecte-en-chef du quartier Malherbe-Village Olympique, 1965/1968) et à La Tronche (ensemble Doyen-Gosse, 1963/1967 ; ensemble Le Rachais, 1957/1961) et sur l'architecture religieuse (Église Notre-dame du Rosaire, également à La Tronche, 1963/1970), etc.
Jean Prouvé signe là sa troisième collaboration des années 1960 à Grenoble avec le Lycée Jean Bart (Argouges), ouvert en septembre 1966 et le hall multifonctions/gare routière (Alpexpo), mis en service en février 1968. Le Fonds Jean Prouvé (dit des "Blancs-Manteaux"), déposé aux Archives départementales de Meurthe-et-Moselle (Nancy) sous la cote 230 J, couvre la période d'activités 1921/1981. Des fonds complémentaires sont également consultables au Musée du CNAM et au MNAM/CCI (Centre Georges Pompidou).
Cette alliance de talents - Novarina, Prouvé, Gilioli, Gianferrari, Manessier, Hajdu, etc. - cristallise l'"identité moderniste" d'après-guerre dans un assemblage de formes et de matériaux accessibles et acceptables par tous les publics, malgré l'image quelque peu "brutaliste" que peut revêtir l'ensemble (au sens où l'on entend le qualificatif "brutaliste" attaché à de nombreuses œuvres publiques monumentales marquant la grande période d'éloge du béton au cours des décennies 1950/1970).

## Administration
En 2011, l'hôtel de ville et ses six antennes dans chacun des secteurs de Grenoble ont enregistré 1 952 actes de naissances, 517 dossiers de mariages et ont délivré 7 278 cartes nationales d'identité ainsi que 6 142 passeports. 2 723 personnes se sont inscrites sur les listes électorales, et 170 000 visiteurs ont été accueillis par les bureaux publics de l'hôtel de ville et de ses antennes.
Dans la partie socle, le rez-de-chaussée du bâtiment accueille les réserves des Archives municipales de la ville avec ses bureaux d'accueil du public. Conservées depuis le XIIIe siècle, les archives occupent 4,2 kilomètres de rayonnage et sont réparties en 4 catégories: les archives anciennes d'avant la Révolution, les archives modernes de la révolution à 1976, les archives contemporaines depuis 1976, et les documents figurés (plans, affiches, cartes...).

## Utilisation
Depuis juin 2010, à l'occasion du centenaire du syndicat apicole "L'Abeille Dauphinoise", deux ruches ont été installées sur le toit de l'édifice afin de sensibiliser l'opinion publique à la forte mortalité des abeilles. En 2012, une récolte de 100 kg de miel a été mise en pot et distribuée aux Unions de quartiers.

## Polémique sur la sécurité incendie
En 2019, le syndicat Force Ouvrière publie dans le "Journal Interne de la municipalité" un article dénonçant que le bâtiment n'est pas conforme aux normes incendie. Cet article est basé sur un avis de la chambre régionale des Comptes datant de 2017, lui-même basé sur un avis de la sous-commission départementale de sécurité datant de 2007. Le risque serait surtout au niveau de la tour de 12 étages qui pourrait se transformer en « tour infernale » en cas d'incendie. De plus, au rez-de-chaussée se trouvent les archives papier, qui pourraient devenir un brasier. Cependant, il est prévu de déplacer ces archives courant 2021. Pour sécuriser l'édifice, il y aurait quatre agents de sécurité présents en permanence.
Dans la nuit du 29 au 30 septembre 2019, un incendie détruit entièrement plusieurs salles de l'édifice dont celle du conseil municipal. Après enquête, l'origine criminelle du sinistre est retenue, le rajoutant à une longue liste de la vague d'incendies criminels à Grenoble depuis 2017.